# Quichuana inca
Quichuana inca är en tvåvingeart som beskrevs av Shannon 1925. Quichuana inca ingår i släktet Quichuana och familjen blomflugor. Inga underarter finns listade i Catalogue of Life.